# Ercheia
Ercheia (лат.) — род бабочек из семейства Erebidae.

## Описание
Бабочки средних размеров. Размах крыльев представителей рода до 55 мм. Передние крылья коричневого цвета. Рисунок на них выражен слабо. Линии и перевязи намечены в основании задних крыльев. Снизу чередуются светлые и тёмные перевязи.